# الحرب على الإرهاب
الحرب على الإرهاب وتسمى أيضاً الحرب العالمية على الإرهاب ويطلق عليه البعض تسمية الحرب الطويلة هي عبارة عن حملة عسكرية واقتصادية وإعلامية تقودها الولايات المتحدة وبمشاركة بعض الدول المتحالفة معها وتهدف هذه الحملة حسب تصريحات رئيس الولايات المتحدة السابق جورج دبليو بوش إلى القضاء على الإرهاب والدول التي تدعم الإرهاب. بدأت هذه الحملة عقب هجمات 11 سبتمبر 2001 التي كان لتنظيم القاعدة دور فيها وأصبحت محوراً مركزياً في سياسة الرئيس الأمريكي السابق جورج و. بوش على الصعيدين الداخلي والعالمي وشكلت هذه الحرب انعطافة وصفها العديد بالخطيرة وغير المسبوقة في التاريخ لكونها حرباً غير واضحة المعالم وتختلف عن الحروب التقليدية بكونها متعددة الأبعاد والأهداف.
في مايو 2010 قررت إدارة الرئيس الأميركي باراك أوباما التخلي عن مصطلح "الحرب على الإرهاب" والتركيز على ما يوصف بـ"الإرهاب الداخلي"، وذلك في استراتيجيتها الجديدة للأمن القومي. ونصت الوثيقة على أن الولايات المتحدة "ليست في حالة حرب عالمية على "الإرهاب" أو على "الإسلام"، بل هي حرب على شبكة محددة هي تنظيم القاعدة و"الإرهابيين" المرتبطين به.

## بدايات الحرب
عقب أحداث 11 سبتمبر 2001 حصلت سلسلة من الأحداث التي أدت تدريجياً إلى بلورة فكرة الحرب على العراق ونشوء فكرة محور الشر الذي استعمله الرئيس الأمريكي جورج و. بوش لوصف دول العراق وإيران وكوريا الشمالية وأيضا نشوء الفكرة وهي الهجوم مع سبق الإصرار لغرض الدفاع عن النفس وادناه سلسلة من الأحداث تم ذكرها كأسباب لبداية إعلان الحرب على الإرهاب.
- في 26 فبراير 1993 تم تفجير سيارة مفخخة في مرآب بناية مركز التجارة العالمية في نيويورك وأسفر هذا الانفجار عن مقتل 6 وإصابة أكثر من 1000 شخص بجروح وقام بتنفيذ هذه المهمة حسب وكالة المخابرات الأمريكية المواطن باكستاني رمزي يوسف الذي دخل الولايات المتحدة بجواز سفر عراقي وهو ابن أخ خالد شيخ محمد أحد قياديي منظمة القاعدة وتم القبض عليه في باكستان عام 2003م. وحسب نفس المصدر فإن يوسف قد تعاون مع الأمريكي من أصول عراقية عبد الرحمن ياسين لوضع السيارة المفخخة في مرآب بناية مركز التجارة العالمية في نيويورك والتي كانت تزن 600 كغم من مادة تي إن تي. ولقد انفجرت المفخخة في الساعة 12:17 ظهرا بتوقيت نيويورك وفر رمزي يوسف إلى باكستان بعد ساعات من العملية وبقي فيها إلى أن تم إلقاء القبض عليه في 7 فبراير 1995م، وحكم عليه بالسجن المؤبد من قبل محكمة أمريكية وأودع في أحد سجون ولاية كولورادو حاليا. اما بالنسبة لعبد الرحمن ياسين فهو من مواليد الولايات المتحدة لأبوين عراقيين ويعتقد أنه في العراق حاليا وهو على لائحة المطلوبين من قبل مكتب التحقيقات الفيدرالي.[3][4]
- في 7 اغسطس 1998 تم تفجير سفارتي الولايات المتحدة في دار السلام عاصمة تنزانيا ونيروبي عاصمة كينيا وتم اتهام منظمة القاعدة بتنفيذ الهجمتين اللتين أسفرتا عن مقتل 225 قتيل وجرح أكثر من 4000 شخص وهذه الهجمة أدت إلى انتشار اسم أسامة بن لادن على النطاق العالمي وقام الرئيس الأمريكي آنذاك بيل كلينتون بإصدار أوامره في 20 اغسطس 1998 بقصف أهداف في السودان وأفغانستان بصواريخ توما هوك وكان من ضمن الأهداف مصنع الشفاء للادوية في الخرطوم الذي زعمت الولايات المتحدة بأنها شركة كانت تساند أسامة بن لادن ماليا ومن الجدير بالذكر أن حكومة السودان طالبت الولايات المتحدة باعتذار رسمي ولكن لم يتم صدور هذا الاعتذار وكانت الأهداف في أفغانستان عبارة عن ما وصفه بيل كلينتون بمعسكرات لتدريب الارهابيين وكان الرئيس الأمريكي في تلك الأثناء في خضم ضجة إعلامية بسبب علاقته مع مونيكا ليونسكي.[5][6]
- في 12 أكتوبر 2000 تم تنفيذ إحدى العمليات الأنتحارية على سفينة ناقلة عسكرية أمريكية بحرية USS Cole في ميناء عدن في اليمن وكانت السفينة الناقلة راسية في المياه اليمنية لغرض التزود بالوقود. وفي الساعة 11:18 قبل الظهر بتوقيت عدن اقترب قارب صغير من الناقلة واصطدم بها محدثا انفجارا خلف فتحة بطول 12 متر على جانب الناقلة وقتل 17 من الملاحين وتم إصابة 39 آخرين بجروح وتم فيما بعد اكتشاف أن منفذي العملية إبراهيم الثور وعبد الله المساواة الذين كانوا أعضاء في منظمة القاعدة. وبعد أكثر من سنتين وبالتحديد في 3 نوفمبر 2002 أطلقت عناصر من وكالة المخابرات الأمريكية النار على سيارة كانت تقل أبو علي الحارثي وأحمد حجازي على الأراضي اليمنية حيث اعتبرت الوكالة الاثنين من المخططين الرئيسيين للعملية.[7][8]

## تعريف الإرهاب
كلمة الإرهاب بحد ذاتها هي كلمة مثيرة للجدل إذ أن للكلمة معاني عديدة يعتمد على الانتماء الثقافي والديني للشخص حيث أن للكلمة معاني مقبولة في العقيدة الإسلامية وتشير إلى تخويف أعداء الله استنادا إلى النص القرآني «وأعدوا لهم ما استطعتم من قوة ومن رباط الخيل ترهبون به عدو الله وعدوكم» ولكن مفهوم الكلمة الحالي والتي تستعمله وكالات الأنباء الغربية هو أي عمل يستخدم العنف والقوة ضد المدنيين ويهدف إلى إضعاف الروح المعنوية للعدو عن طريق إرهاب المدنيين بشتّى الوسائل.
وتعريف الإرهاب هو من المشاكل الكبرى في العصر الحديث ناهيك عن المشاكل في تعريف كلمات مثل الحرب أو المقاومة أو الغزو أو التحرير التي تختلف معانيها وأسلوب استخدامها حسب الاتجاهات السياسية والعقائدية للشخص. قبل إعلان الحرب على الإرهاب كان تعريف الحرب هو صراع مسلح بين القوات المسلحة لدولتين ضمن حدود واضحة المعالم مثل حرب عالمية أولى أو حرب عالمية ثانية أو حرب الخليج الأولى ولكن الحرب على الإرهاب غيرت كليا المفاهيم القديمة في تعريف الحروب. لايوجد في هذا النوع من الحرب بقعة جغرافية معينة يمكن أن تعتبر جبهة القتال الرئيسية وحتى إذا تم تحديد حدود الصراع فان مجرد محاولة إطلاق تسمية على الحملة يكون موضوعا مثيرا للجدل فعلى سبيل المثال يطلق البعض تسمية غزو العراق 2003 على الحملة العسكرية التي أطاحت بحكم حزب البعث في العراق بينما يطلق عليه البعض الآخر «عملية تحرير العراق» ويطلق البعض تسمية المقاومة العراقية على العمليات المسلحة التي تشن على قوات التحالف بقيادة الولايات المتحدة والسلطات التي تشكلت عقب الحملة في العراق منذ 2003 بينما يطلق البعض الآخر تسمية العمليات الإرهابية عليها وهناك تقسيمات حتى بين المتفقين على استعمال مصطلح معين مثل «المقاومة» فالبعض يقسمها إلى تقسيمات ثانوية مثل المشروعة أو الشريفة وغير المشروعة ومن الأمثلة الأخرى هي حركة حماس في فلسطين التي تعتبر من قبل الولايات المتحدة والاتحاد الأوروبي وإسرائيل «منظمة إرهابية» بينما يعتبرها البعض الآخر «حركات جهادية» أو «تحررية» وحتى إذا تم الأتفاق على تسمية الحرب على الإرهاب فان هناك اختلافا في طريقة شن هذا الحرب فعلى سبيل المثال يؤمن جورج و. بوش بمبدأ الهجوم مع سبق الإصرار لغرض الدفاع بينما يؤمن الاتحاد الروسي بالتدخل في الشيشان فقط إذا كانت هناك ضربات مباشرة على مصالحها. في يوليو 2005 تخلت الإدارة الأمريكية عن استعمال مصطلح الحرب على الإرهاب وبدأت باستعمال «الصراع الدولي ضد التطرف العنيف» Global Struggle Against Violent Extremism. بغض النظر عن التسميات فإن هذا النوع من الحرب هو مثير للجدل.
ويعتقد البعض أن هناك خلطا في مفهوم كلمة الإرهاب يرجع إلى ترجمة لغوية ليست غير دقيقة فحسب بل غير صحيحة مطلقا حسب تعبيرهم لكلمة Terror الإنجليزية ذات الأصل اللاتيني. المعبّر عنه اليوم بالإرهاب هو ما استُخدِم للتعبير عنه في اللغة العربية كلمة «الحرابة» اخذا مما ورد في القران في سورة المائدة «إنما جزآؤُاْ الذين يحاربون الله ورسوله ويسعون في الأرض فسادا أن يقتّلوا أو يصلّبوا أو تقطّع أيديهم وأرجلهم من خلاف أو ينفوا من الأرض ذلك لهم خزي ٌ في الدّنيا ولهم في الآخرة عذاب عظيم (33)». وفي فترة لاحقة توسّع فقهاء الإسلام في توسيع دلالات هذا التعبير، لينطبق على مخالفة أولي الأمر. واستغل الخلفاء الأمويون والعباسيون هذا المفهوم، ومن بعدهم السلاطين والأمراء ليشمل من يخالفهم الرأي في الحكم، أو ما يعرف بالمعارضين السياسيين على تعبير اليوم. لذلك يعتقد البعض أنه من الضروري البحث عن مصطلح أكثر دقة يعبر عن الترويع وفق الفهم الإسلامي.
وفيما يلي بعض التعاريف لكلمة terrorism أو الإرهاب:
- حسب قاموس أوكسفورد السياسي Oxford Concise Dictionary of Politics الإرهاب هو مصطلح لا يوجد اتفاق على معناه الدقيق حيث يختلف الأكاديميون والسياسيون على تعريفه ولكنه بصورة عامة يستخدم لوصف أساليب تهدد الحياة تستعملها مجاميع سياسية نصبت نفسها في حكم أو قيادة مجاميع غير مركزية في دولة معينة.
- الأمم المتحدة: لايوجد لها تعريف للإرهاب [9]
- تعريف A.P. Schmid الذي يستعمله علماء الاجتماع وفيه يعتبر الإرهاب أساليب متكررة تولد الخوف والقلق يقوم بها أفراد بإشراف مجموعات داخل دولة أو بإشراف الدولة نفسها وتكون أهداف العملية سياسية عادة وتختلف عن الاغتيالات بكونها ليست موجهة إلى شخص معين ويتم اختيار الأهداف لغرض إرسال إشارات إلى أكبر عدد من الناس والحكومات التي تمثلهم.[9]
- تعريف الاتحاد الأوروبي: الإرهاب عبارة عن عمل عدواني متعمد يقوم بها أفراد أو مجاميع وتكون موجهة ضد دولة أو أكثر من دولة لغرض ممارسة الضغط على الحكومات بأن تغير سياساتها الدولية والداخلية والاقتصادية.[10]
- تعريف عصبة الأمم لسنة 1937 : الإرهاب هو عمل إجرامي موجه ضد حكومة معينة لغرض خلق حالة من الرعب في نفوس اشخاص أو مجموعة من الأشخاص الساكنين في تلك الدولة.[9]
- تعريف الولايات المتحدة: أي عملية تشكل خطرا على حياة الإنسان والتي تنافي القوانين الجنائية للولايات المتحدة أو أية ولاية من الولايات الأمريكية وحدثت إما داخل حدود الولايات المتحدة أو خارجها مستهدفة لمصالح أمريكية وغرض العملية ترعيب المدنيين والتأثير على الحكومة لتغيير سياستها.[11]

## مفهوم جديد لتعبير قديم
استخدم مصطلح terrorism لأول مرة في عام 1795 وكانت الكلمة فرنسية مشتقة من كلمة لاتينية terrere وهو التخويف واستعملت الكلمة لوصف أساليب التي استخدمتها المجموعة السياسية الفرنسية Jacobin Club بعد الثورة الفرنسية وكانت هذه الأساليب عبارة عن إسكات واعتقال المعارضين لهذه المجموعة السياسية التي كان لها دور بارز في الثورة الفرنسية حيث كانت توجهاتها معتدلة في البداية ولكنها بدأت تنحو منحى يساريا بعد الثورة وكان عدد المنتمين إلى هذه المجموعة يقارب 500،000 ولكن المجموعة انحلت وقتل معظم قيادييها في عام 1794.
في بدايات القرن العشرين كانت كلمة الإرهابي تستخدم بصورة عامة لوصف الأشخاص أو الجهات الذين لايلتزمون بقوانين الحرب أثناء نشوب صراع معين مثل تجنب الاستهداف المتعمد للأهداف مدنية أو أشخاص مدنيين ورعاية الأسرى والعناية بالجرحى، وكان التعبير يستخدم أيضا لوصف المعارضين السياسيين لحكومة معينة وكانت كلمة إرهابي ذو معاني ايجابية من قبل المعارضين وأقدم ذكر لهذه الكلمة مدونة في سيرة فيرا زاسوليج Vera Zasulich التي كانت كاتبة ماركسية من روسيا وقامت باغتيال الحاكم العسكري لمدينة سانت بطرسبرغ في عام 1878 لأسباب سياسية وقامت راسوليج بعد الاغتيال بإلقاء مسدسها وتسليم نفسها قائلة «أنا إرهابية ولست بقاتلة» وكانت راسوليج عضوة في مجموعة كانت تسمى لاسلطوية وكانت المجموعة معارضة لحكومة روسيا القيصرية.
وفي الأربعينيات استعمل تعبير الحرب على الإرهاب لأول مرة من قبل سلطات الانتداب البريطاني في فلسطين أثناء الحملة الواسعة التي قامت بها للقضاء على سلسلة من الضربات التي استهدفت مدنيين فلسطينيين والتي كانت تقوم بها منظمتي أرجون وشتيرن فقامت القوات البريطانية بحملة دعائية واسعة في الجرائد قبيل الحملة واطلقوا تسمية الحرب على الإرهاب عليها.
ولكن الانتشار الأوسع للتعبير حدث في نهاية السبعينيات حيث كان التعبير War on Terrorism مكتوبة نصا على غلاف مجلة التايم Time magazine في عام 1977 وكان عنوانا لمقال رئيسي عن المعارضين أو ما أسماهم المقال اللاسلطويين الذي كانو من المعارضين السياسيين لحكومات الأتحاد السوفيتي ووبعض الحكومات الأوروبية.
بعد أحداث 11 سبتمبر 2001 حدثت تغييرات على المعنى الدقيق للإرهابي وتم استعمال تعبير الحرب على الإرهاب لوصف حملات متعددة الأوجه على الأصعدة الأعلامية والاقتصادية والأمنية والحملات العسكرية التي استهدفت دولا ذات سيادة وحكومات، وكان هذا الانعطاف في معاني كلمة إرهابي وتعبير الحرب على الإرهاب مصحوبا على الأغلب بإضافة وصف الشخص أو الجهة بكونه يستعمل الدين في الشؤون السياسية أو يقوم بتطبيق الدين بصورة متطرفة.

## المشاريع والأهداف
استنادا على منشورات المعهد الدولي للدراسات الإستراتيجية وهو معهد بريطاني تأسس عام 1958 فان الأهداف الرئيسية للحرب على الإرهاب يمكن تلخيصها بالنقاط التالية:
- قطع الملاذ الآمن للإرهابيين للحيلولة دون إنشاء معسكرات تدريب أو رص صفوف أعضاء ما يسمى بالمجموعات الإرهابية.
- قطع تدفق الدعم المالى لما يسمى بالمنظمات الإرهابية.
- إلقاء القبض على المشتبهين بانتماءهم إلى ما يعتبر مجاميع إرهابية.
- الحصول على المعلومات بطرق مختلفة مثل الاستجواب والتنصت والمراقبة والتفتيش.
- تحسين مستوى أداء أجهزة المخابرات الخارجية والأمن الداخلي.
- تقليل أو قطع الدعم من المواطنيين المتعاطفين لما يسمى بالمجموعات الإرهابية عن طريق تحسين المستوى المعيشي وتوفير فرص العمل.
- الاستعمال الكثيف لأجهزة التنصت لكي يكون اعتماد ما يسمى بالمجاميع الإرهابية على الوسائل البدائية البطيئة في التواصل ونقل المعلومات.
- إقامة علاقات دبلوماسية متينة مع حكومات الدول التي تشكل جبهة للحرب ضد الإرهاب.

و هذه النقاط المذكورة من قبل المعهد تظهر بوضوح مدى تشعب هذا النوع من الصراع حيث أن هناك جهود عسكرية واقتصادية واستخباراتية وأمنية ودبلوماسية حكومية ودبلوماسية شعبية يجب التنسيق بينها.

## الموقف العالمي

شريط جلال آباد قوبل بموجة من التأييد في العالم العربي

بعد أقل من 24 ساعة على أحداث 11 سبتمبر 2001 أعلن حلف شمال الأطلسي أن الهجمة على أية دولة عضوة في الحلف هو بمثابة هجوم على كل الدول 19 الأعضاء وكان لهول العملية أثرا على حشد الدعم الحكومي لمعظم دول العالم للولايات المتحدة ونسى الحزبين الرئيسيين في الكونغرس ومجلس الشيوخ خلافاتهم الداخلية وكانت هناك تباين شاسع في المواقف الرسمية الحكومية لبعض الدول العربية والإسلامية مع الرأي العام السائد على الشارع الذي كان إما لامباليا أو على قناعة أن الضربة كانت نتيجة ما وصفه البعض «بالتدخل الأمريكي في شؤون العالم».
بعد فترة قصيرة من أحداث 11 سبتمبر 2001 وجهت الولايات المتحدة أصابع أتهام إلى تنظيم القاعدة وزعيمها أسامة بن لادن. في 16 سبتمبر 2001 صرح بن لادن من على شاشة قناة الجزيرة الإخبارية أنه لم يقم بتلك العملية التي وحسب تعبيره «قد يكون جماعة لهم أهدافهم الخاصة بهم وراء العملية» وفي 28 سبتمبر صرح بن لادن في صحيفة الأمة Daily Ummat أن ليس له أي علاقة بالضربة ولم يكن له علم بها  ومن الجدير بالذكر أن القوات الأمريكية عثرت فيما بعد على شريط في بيت مهدم جراء القصف في جلال آباد في نوفمبر 2001 ويظهر في الشريط أسامة بن لادن وهو يتحدث إلى خالد بن عودة بن محمد الحربي عن التخطيط للعملية وقد قوبل هذا الشريط بموجة من الفرح في الشارع العربي  ولكن بن لادن وفي عام 2004 وفي تسجيل مصور تم بثه قبيل الانتخابات الأمريكية في 29 أكتوبر 2004 أعلن مسؤولية تنظيم القاعدة عن الهجوم.
يعتبر البعض غزو أفغانستان أول جولة عسكرية في الحرب على الإرهاب وكانت القوات المشاركة في البداية هي قوات الولايات المتحدة والمملكة المتحدة وقوات التحالف الأفغاني الشمالي التي كانت عبارة عن مجموعة من القوات الأفغانية المختلفة المعارضة لحكومة طالبان الإسلامية وانضمت فيما بعد قوات من ألمانيا وكندا وأستراليا ونيوزيلندا وإيطاليا وإسبانيا وفرنسا وباكستان وبولندا وكوريا الجنوبية. كان هناك تأييد شبه مطلق للولايات المتحدة في إعلانها الحرب على الإرهاب وحظت عملية غزو أفغانستان 2001 بدعم كبير مقارنة بالتشتت في الآراء الذي صاحب الجولة العسكرية الثانية من الحرب على الإرهاب والذي سميت غزو العراق 2003 حيث ساندت المملكة المتحدة وإيطاليا وإسبانيا وكوريا الجنوبية وبولندا وأستراليا غزو العراق 2003 وعارضت كندا وألمانيا وفرنسا وباكستان ونيوزيلندا الجولة الثانية من الحرب على الإرهاب أو ماسميت غزو العراق 2003.
بالرغم من صعوبة تحديد ساحة محددة لهذه الحرب إلا أن الولايات المتحدة اعتبرت هذه المناطق الجغرافية كجبهات لما سمي بالحرب على الإرهاب :
- جنوب آسيا وبالتحديد أفغانستان وباكستان.
- الشرق الأوسط وبالتحديد العراق والسعودية واليمن.
- جمهوريات الاتحاد السوفيتي السابق وبالتحديد الشيشان وجورجيا وأوزبكستان.
- جنوب شرق آسيا وبالتحديد فلبين وتايلند وإندونيسيا
- أفريقيا وبالتحديد جيبوتي وإثيوبيا وإريتريا وكينيا والصومال والسودان وجمهورية تنزانيا المتحدة

## التغييرات في السياسة الأمريكية
وافق الكونغرس ومجلس الشيوخ الأمريكي بالإجماع وبسرعة فائقة على منح الرئيس الأمريكي جورج و. بوش 40 مليار دولار لحملة الحرب على الإرهاب و20 مليار دولار إضافية لمساعدة خطوط الطيران الأمريكية في أزمتها الاقتصادية التي مرت بها عقب أحداث 11 سبتمبر 2001 وتم إلقاء القبض على الالاف من الأشخاص منهم الكثير من المواطنيين الأمريكيين من أصول شرق أوسطية وجرت معظم الاعتقالات بصورة غير معهودة في القوانين الجنائية الأمريكية إذ لم يتمتع المشبوهون بحق التمثيل القانوني لهم من قبل محامين.
بدأت وزارة العدل الأمريكية بحملة تسجيل لأسماء المهاجرين وطلب من المواطنين الغير الأمريكيين تسجيل أسماءهم لدى دوائر الهجرة الأمريكية وتم تمرير قانون مثير للجدل وهو قانون USA Patriot Act الذي منح صلاحيات واسعة للأجهزة الأمنية في استجواب وتفتيش واعتقال والتنصت على كل من يشتبه به دون اتباع سلسلة الإجراءات القانونية التي كانت متبعة قبل 11 سبتمبر 2001 وتم انتقاد هذا القانون من قبل مجاميع كثيرة في الولايات المتحدة فيما بعد لكونها تعارض الدستور الأمريكي وحسب تعبيرهم ترسل إشارة إلى الإرهابين بأنهم انتصروا لأنهم أجبروا الحكومة على أن تصرف مثل الدول الغير الديمقراطية ولكن الرئيس الأمريكي دافع عن القانون وصرح في 9 يونيو 2005 أنه وبفضل هذا القانون تم إلقاء القبض على 400 مشتبها بهم بكونهم خلايا نائمة لمنظمة القاعدة وتم إثبات التهمة على أغلبيتهم 

## وجهات نظر المعارضين
يرى المناهضون للحرب على الإرهاب أن الأوضاع الأمنية ازدادت سوءا حسب تعبيرهم وأن هناك تضخيما لخطورة التهديدات التي تشكلها المجموعات الأرهابية وأن هذه الحرب أدت إلى خروقات في حقوق الإنسان حتى في الولايات المتحدة نفسها ويرى البعض أن الخطر الحقيقي لا يكمن في الإرهابيين ولكن في الأساليب المستعملة ضدهم إذ يرى البعض بأنه من المستحيل القضاء على فكرة معينة بحملة عسكرية وأن ماتساهم به الحملات العسكرية حسب رأيهم هو زيادة حدة وخطورة وانتشار الإرهاب ويمكن تلخيص الانتقادات للحرب على الإرهاب بالنقاط التالية:
- الصعوبة في كون الجهة إما مع أو ضد الحرب على الإرهاب بحيث لايقبل هذا التصنيف أي مجال لانتقادات يراها البعض ضرورية.
- الخسائر البشرية الكبيرة بين صفوف المدنيين فعلى سبيل المثال قتل أكتر من 3000 مدني في غزو أفغانستان 2001 وحوالي 200،000 مدني في غزو العراق 2003.
- تقارير منظمة العفو الدولية أشارت إلى كثير من الاعتقالات التي تمت في سجون سرية بدون توجيه تهم وبدون اللجوء إلى التسلسل القضائي والمحاكم وعدم تمتع هؤلاء السجناء بحق التمثيل القانوني من قبل محاميين.
- مبدأ الهجوم لغرض الدفاع عن النفس يعتبره البعض مبدءا خطيرا ويتطلب أدلة دامغة وقاطعة لإثبات أن مجموعة أو دولة معينة تشكل بالفعل خطرا على أمن دولة أخرى وهذا الأثبات لم يكن موجودا في الجولة العسكرية الثانية من الحرب على الإرهاب في عملية غزو العراق 2003 حيث لم يتم العثور على أسلحة الدمار الشامل ولم تثبت علاقة الحكومة العراقية بأي دور مباشر أو غير مباشر في أحداث 11 سبتمبر 2001.
- الاستنزاف الكبير للاقتصاد الأمريكي أثناء الحرب على الإرهاب الذي حول أكبر فائض في تاريخ الولايات المتحدة في عهد بيل كلينتون إلى أكبر نقص في الميزانية في تاريخ الولايات المتحدة في عهد جورج و. بوش.
- استمرار الحرب لفترة زمنية قد تكون طويلة جدا مع عدم تحقيق انتصار ملموس إذ أن هذا الحرب بخلاف الحروب التقليدية لايعتبر قتل أو اعتقال زعماء الجهات المعادية أو تحقيق النصر العسكري بمثابة نصر لأن الحرب هي حرب أفكار واتجاهات.
- انشغال الحكومة بالحرب على الإرهاب أدى إلى تجاهل الأزمات الداخلية في الولايات المتحدة من البطالة وسوء حالة التأمين الصحي والضمان الاجتماعي وتم تقليص بعض هذه الميزانيات لدعم الحرب التي لايوجد هناك بوادر لنهايتها.

### نظريات المؤامرة
من وجهة نظر مناهضين اخرين للحرب فإن الحرب على الإرهاب ليست سوى إحدى المؤامرات السياسية التي تقودها قوة أو قوى غامضة لأغراض خاصة. أحداث 11 سبتمبر مثلت أبرز هذه النظريات والتي تبنتها جمعيات مناهضة للحرب من مختلف الجنسيات والأديان مواجهة الحكومة الأمريكية بأدلة جديدة أكدت غموض عمليات 11 سبتمبر 2001.

## وجهات نظر المؤيديين
يمكن تلخيص وجهات نظر المؤيديين لفكرة الحرب على الأرهاب بالنقاط التالية:
- إنّ الحرب على الإرهاب تؤدي إلى استنزاف طاقات الإرهابيين ومنعهم من تكوين كتل سياسية وعسكرية ذات نفوذ قوي.
- نشر الديمقراطية في الدول الغير ديمقراطية سوف يؤدي في المدى البعيد إلى زيادة استقرار العالم والقضاء على الإرهاب.
- يرى المؤيدون أن هناك مبالغة في تقدير الخسائر البشرية بين صفوف المدنيين ويعتبرون المدنيين الذي يعيشون بالقرب من الإرهابيين من المتعاطفين معهم ويقومون على الأغلب بتقديم الدعم المعنوي أو المادي أو المعلوماتي أو يقدمون الملاذ الآمن للإرهابيين وبهذا فهم ليسوا محايدين تماما وحسب نظرية هذه الحرب لا مكان للحياد.
- يرى المؤيدون أن هذه الحرب هو عامل رئيسي في كسر شوكة معاقل الإرهاب الرئيسية وقطع اتصالاتهم وجعل المتعاطفين معهم مترددين في الانضمام إلى صفوفهم خوفا من أن يلحق بهم نفس المصير.
- الديمقراطية في الشرق الأوسط يراه المؤيدون للحرب الطريقة الوحيدة للتخلص من الأفكار الدينية المتطرفة وقد يكون بداية هذه الديمقراطيات هشا في البداية أو تزيد من الوضع الأمني سوءا ولكنها في المستقبل البعيد تكون عاملا في استقرار العالم.
- يرى المؤيدون أنه بعد إعلان هذا الحرب لم تحدث أي أعمال إرهابية كبيرة في الولايات المتحدة.
- يرى المؤيدون للحرب أن هناك نتائج ايجابية تم تحقيقها نتيجة هذه الحرب منها على سبيل المثال الانتخابات في أفغانستان والأنتخابات العراقية ومحاكمة صدام حسين وتخلي ليبيا عن عن برامجها لتصنيع الأسلحة النووية والانسحاب السوري من لبنان والانتخابات التي جرت في مصر والسعودية.

## أسير حرب أم مقاتل غير عسكري

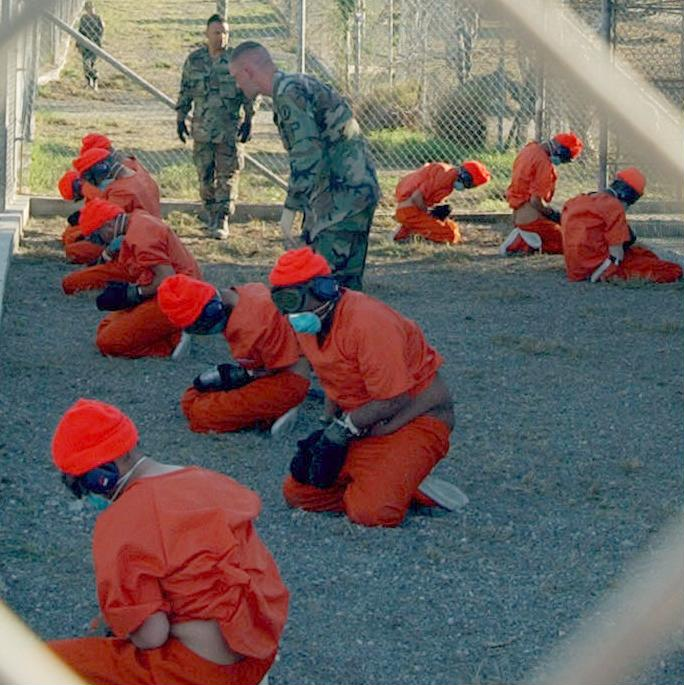
معتقلو غوانتانامو

في 26 ديسمبر 2002 نشرت صحيفة واشنطن بوست تقريراً مستنداً على أحد عناصر وكالة المخابرات الأمريكية مفاده أن هناك وسائل تعذيب تستعمل في التحقيق مع المشتبهين بهم في معتقل Bagram Air Base في أفغانستان ومعتقل كوانتانمو في كوبا ومعتقل Diego Garcia في جزيرة على المحيط الهندي ونشرت
في يناير 2004 تقارير عن حالات مماثلة في سجن أبو غريب في العراق وكانت هناك تقارير عن قيام السلطات الأمريكية بنقل بعض المشتبهين بهم إلى سجون في دول أخرى لغرض الاستجواب حيث لاتوجد في قوانين تلك الدول بنود تمنع التعذيب مثل مصر والأردن والمغرب وسوريا وأوزبكستان
وأضافت تقارير صحيفة Washington Post أن المعتقلين أجبروا على الوقوف أو الركوع لساعات طويلة مع أكياس على رؤوسهم ومنعوا من النوم وفي بوادر تعارض أفكار واضحة في الإدارة الأمريكية وصفت الخارجية الأمريكية هذه الأساليب بالسيئة بينما اعتبرها مسؤولون من وزارة الدفاع بالمقبولة ولايمكن تعريفها بالتعذيب وطالبت منظمة مراقبة حقوق الأنسان Human Rights Watch الولايات المتحدة بتوضيحات عن هذه التقارير وطالبت أيضا بتصريح رسمي من الحكومة الأمريكية يشجب فيها أساليب التعذيب وبرزت انتقادات كثيرة من داخل الولايات المتحدة لهذه الأساليب وكانت بعضها من خبراء في التحقيق والاستجواب حيث صرحوا أن المعلومات التي قد يتم الحصول عليها باستعمال هذه الأساليب لا يمكن الأعتماد عليها لكونها صادرة من اشخاص يريدون التخلص من طريقة الاستجواب وقد يدلون بمعلومات خاطئة ولكنها باعتقادهم قد ترضي المحقق. ومن الجدير بالذكر أن المعتقلين في حملة الحرب على الإرهاب يسمون من قبل الحكومة الأمريكية بمقاتلين غير قانونيين illegal combatants ولا يعتبرون أسرى حرب لذلك ومن وجهة نظر الحكومة الأمريكية فانهم غير مشمولين ببنود معاهدة جنيف لمعاملة أسرى الحرب.

## وصلات خارجية
- حملة أغلقوا غونانامو